# Cosas que nos hacen sentir bien
Cosas que nos hacen sentir bien è il terzo album del gruppo musicale spagnolo El Sueño de Morfeo, pubblicato il 26 maggio 2009 dall'etichetta discografica Warner Music.
Dall'album sono stati estratti i singolo Si no estás, colonna sonora dello spot della SEAT Ibiza in Spagna, e No se donde voy.

## Tracce
1. Ven – 3:07
2. No se donde voy – 3:38
3. Si no estás – 3:00
4. Volver a empezar – 3:53
5. Quien te crees – 3:41
6. La voz de mi conciencia – 3:34
7. Gente – 3:31
8. Mas alla del bien y el mal – 4:04
9. Miel en los labios – 3:19
10. Me he cansado de esperar – 3:20
11. No voy a cambiar – 2:56
12. No hay vuelta atras – 4:16
13. Enseñame a olvidar – 3:45

## Classifiche
| Paese  | Posizione massima |
| ------ | ----------------- |
| Spagna | 3                 |